# Ābderāz
Ābderāz (persiska: آبدراز) är en ort i Iran.   Den ligger i provinsen Khorasan, i den nordöstra delen av landet, 800 km öster om huvudstaden Teheran. Ābderāz ligger 972 meter över havet och antalet invånare är 552.
Terrängen runt Ābderāz är huvudsakligen kuperad, men åt nordost är den platt. Terrängen runt Ābderāz sluttar österut. Runt Ābderāz är det ganska tätbefolkat, med 185 invånare per kvadratkilometer. Närmaste större samhälle är Chakūdar, 18,7 km öster om Ābderāz. Omgivningarna runt Ābderāz är i huvudsak ett öppet busklandskap.